# Gruberhorn
Gruberhorn är ett berg i Österrike.   Det ligger i distriktet Hallein och förbundslandet Salzburg, i den centrala delen av landet, 240 km väster om huvudstaden Wien. Toppen på Gruberhorn är 1 732 meter över havet, eller 290 meter över den omgivande terrängen. Bredden vid basen är 4,5 km.
Terrängen runt Gruberhorn är huvudsakligen kuperad, men söderut är den bergig. Närmaste större samhälle är Hallein, 15,1 km väster om Gruberhorn. 
I omgivningarna runt Gruberhorn växer i huvudsak blandskog. Runt Gruberhorn är det ganska tätbefolkat, med 83 invånare per kvadratkilometer.